# Lunatemplet på Aventinen

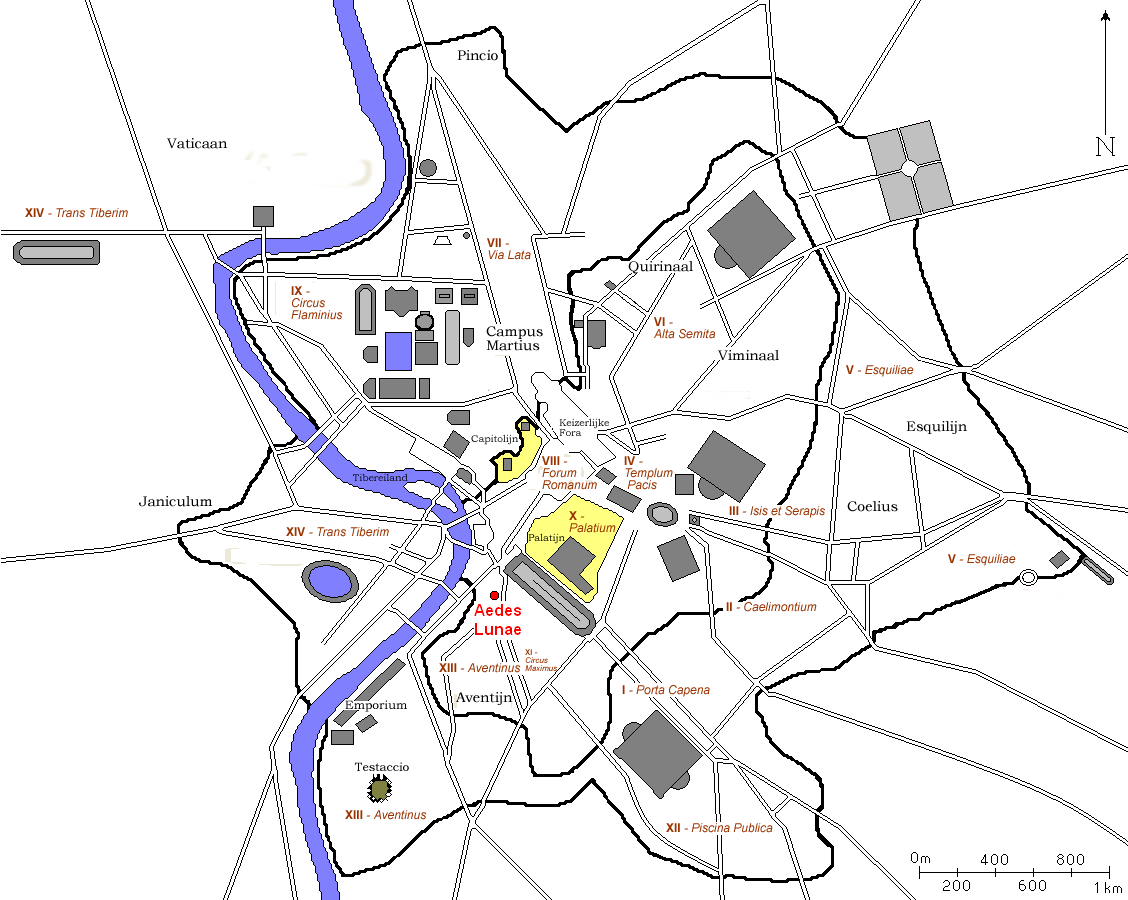
Lunatemplets läge i antikens Rom.

Lunatemplet, Aedes Lunae, på Aventinen i Rom ska enligt legenden och uppgifter hos Tacitus Annales, XV, 41.1. ha grundats av kung Servius Tullius på 500-talet f.Kr. Templet var tillägnad gudinnan Luna. Det förstördes i Roms brand år 64. Det ska aldrig ha blivit återuppbyggt. 